# Takei Emi
Takei Emi (武井 咲 Takei Emi, sinh ngày 25 tháng 12 1993 tại Nagoya) là một diễn viên, người mẫu thời trang, ca sĩ người Nhật Bản.

## Tiểu sử
Từ nhỏ, Takei đã ước mơ trở thành người mẫu, thời còn học trung học cơ sở, cô đã nói rõ với cha mẹ rằng cô sẽ trở thành một người mẫu trong khi đang học. Năm 2006, cô tham gia Cuộc thi Bishōjo Nhật Bản lần thứ 11 và giành chiến thắng ở hai hạng mục: Giải Model Division và giải Đa phương tiện.
Cô ra mắt với tư cách người mẫu trên tạp chí Seventeen tháng 11 năm 2006, đây là công việc đầu tiên của cô trong ngành giải trí. Vào tháng 2 năm 2007, cô trở thành người mẫu độc quyền cho tạp chí và được lên trang bìa đầu tiên trên số ra ngày 15 tháng 2.
Bắt đầu từ tháng 9 năm 2010, cô trở thành nhân vật hình ảnh cho "Beamie", một trang web SNS được sử dụng bởi khoảng 5.500 người nổi tiếng. Vào tháng 11 cùng năm, cô là người trẻ nhất trong lịch sử nhận được "Giải thưởng Người ăn mặc đẹp nhất", một giải thưởng từ The Men's Fashion Unity từ năm 1972.
Vào tháng 1 năm 2011, cô xuất hiện lần đầu tiên trong bộ phim truyền hình dài tập Taisetsu na Koto wa Subete Kimi ga Oshiete Kureta của đài Fuji TV. Cô đã vượt qua 800 ứng viên để trở thành diễn viên đóng vai thứ chính trong bộ phim truyền hình này. Sau đó không lâu, vào tháng tư, cô đã có vai chính đầu tiên trong loạt phim truyền hình Asuko March! của TV Asahi.
Cô đã giành được giải thưởng "Nụ cười đẹp nhất của năm" vào tháng 11, vào tháng 12, cô trở thành người Nhật Bản đầu tiên được ký hợp đồng với thương hiệu xa xỉ Gucci của Ý.
Vào ngày 12 tháng 12 năm 2011, cô ra mắt với tư cách là một ca sĩ dưới quyền quản lý của Universal Japan, phát hành đĩa đơn "Koisuru Kimochi". Takuro của nhóm nhạc rock Glay là người viết cho Emi Takei bản ballad này, Takuro tự nhận mình là một fan hâm mộ lớn của Takei.
Vào tháng 8 năm 2012, cô tốt nghiệp trở thành người mẫu Seventeen sau 5 năm 9 tháng.
Năm 2013, trong bộ phim Người cộng sự hợp tác giữa Nhật Bản và Việt Nam, đóng vai y tá Akane Oiwa, làm việc ở bệnh viện của Sakitaro. Trong phim, cô đã dạy Phan Bội Châu tiếng Nhật và dần dần có thiện cảm với ông. Cô đã thắng giải Bông Sen Vàng cho nữ diễn viên xuất sắc nhất của Liên hoan phim Việt Nam năm 2013.

## Xuất hiện

### Phim truyền hình
- Otomen ~ Summer ~ (2009), vai Kuriko Tachibana
- Otomen ~ Autumn ~ (2009), vai Kuriko Tachibana
- Trò chơi dối trá mùa 2 (2010), vai Hiroka Saeki
- GOLD (2010), vai Akira Saotome
- Em đã cho anh biết điều gì là quan trọng nhất (Taisetsu na Koto wa Subete Kimi ga Oshiete Kureta) (2011), vai Hikari Saeki
- Đội Quân Asuko (Asuko March!~ Kenritsu Asuka Kōgyō Kōkō Kōshinkyoku ~) (2011), vai Nao Yoshino
- Honto ni Atta Kowai Hanashi Summer Special 2011 (2011), vai Kyoka Koyama
- Taira no Kiyomori tập 14 - 43 (2012), vai Tokiwa Gozen
- W no Higeki (2012), Mako Watsuji / Satsuki Kurasawa [11]
- Iki mo Dekinai Natsu (2012), Rei Tanizaki
- Flat Out Tokyo Girl (Tōkyō Zenryoku Shōjo - 東京 全力 少女) (2012), Urara Saeki
- Chị gái thời tiết (Otenki Oneesan - お天気お姉さん) (2013), Haruko Abe
- Thám tử Kindaichi: Kindaichi Kōsuke VS Akechi Kogorō (2013), Hatsue Yoshiike
- Phòng khám trên biển (Umi no Ue no Shinryōjo - 海の上の診療所) (2013), Mako Togami [12]
- Lực lượng bổ trợ điều tra (Senryokugai Sōsakan - 戦力外捜査官) (2014), Chinami Umidzuki [13]
- Zero no Shinjitsu ~ Kansatsui Matsumoto Mao ~ (2014), Mao Matsumoto
- The Perfect Insider (Subete ga F ni Naru - すべてがFになる) (2014), Moe Nishinosono [14]
- Age Harassment (エイジハラスメント) (2015), Emiri Yoshii [15]
- Yêu Bằng Cả Trái Tim (Seisei Suruhodo, Aishiteru - せいせいするほど、愛してる) (2016), Mia Kurihara [16]
- Fragile (フラジャイル) (2016), Chihiro Miyazaki
- Setouchi Shonen Yakyu dan (2016), Komako Nakai
- Quyển Sổ Da Màu Đen (Kurokawa no Techo - 黒革の手帖) (2017), Motoko Haraguchi
- Ima kara Anata wo Kyouhaku Shimasu (2017)

### Phim
- The Cherry Orchard: Blossoming (Sakura no Sono - 櫻の園) (2008), Maki Mizuta
- Vì tình yêu (For Love's Sake) (2012), Ai Saotome
- Rurouni Kenshin (2012), Kamiya Kaoru
- Hôm nay, chúng ta bắt đầu yêu (Kyō, Koi o Hajimemasu - 今日、恋をはじめます) (2012), Tsubaki Hibino
- Người cộng sự (2013), Akane Oiwa [17]
- Rurouni Kenshin: Đại hỏa Kyoto (2014), Kamiya Kaoru
- Rurouni Kenshin: Kết thúc một huyền thoại (2014), Kamiya Kaoru
- Clover (2014), Saya Suzuki [18]
- Terra Formars (2016), Nanao Akita
- Rurouni Kenshin: The Final (2021), Kamiya Kaoru

### Chương trình truyền hình
- Unbelievable (tháng 4 năm 2010-tháng 2 năm 2011)
- K-Pop & Phim truyền hình Hàn Quốc... Star ga Umareru Bashō ~ Takei Emi và Youn-a Hanryū Roots e no Tabi ~ (2011)
- Takei Emi 19sai no Kyūjitsu - Kankoku Hitori Tabi ~ Micchaku! Sugao ni Modotta Mikakan ~ (2013)

### Đài
- Đài phát thanh Kūsō Kagaku Kenkyūsho của Emi Takei và Rikao Yanagida (2010 – nay)
- Daiichi Seimei Takei Emi "Kyō no Ikku" (2012 – nay)

### Lồng tiếng
- Fast & Furious 5: Phi vụ Rio (2011), Elena Neves (lồng tiếng Nhật) [19]
- Doctor Lautrec and the Forgotten Knights (2011), Sophie Coubertin (bản phát hành tiếng Nhật)
- Miền nhị phân (2012) - Yuki (bản phát hành tiếng Nhật) [20]
- Crayon Shin-chan: Gachinko! Gyakushu no Robo To-chan (2014)
- Dragon Quest Heroes II (2016), Teresia [21]
- Nioh (2017), Okatsu [22]

### Thương hiệu - Quảng cáo
- Yokohama Hakkeijima Sea Paradise Petting Lagoon (2007)
- Takara Tomy Hi-kara (2008)
- Shiseido
  - Nước Tsubaki (2010)
  - Maquillage (2011 – nay)
- Lotte
  - Sôcôla sữa Ghana (2011 – nay) [23]
  - Ghana Chocolate & Cookie Sandwich (2011-2012)
  - Fruitio (2012 – nay)
  - Fit's Link & Fruitio x Movie Rurouni Kenshin Tie-up Campaign (2012) [24]
- SoftBank Mobile (2011)
- Coca-Cola Nhật Bản Sokenbicha (2011) [25]
- ÆON (2011 – nay) [26]
- MaxValu (2012 – nay)
- Nintendo " Rhythm Heaven Fever " (2011)
- Nissin Spa King (2011 – nay)
- Fast & Furious 5: Phi vụ Rio (2011)
- Máy tính cá nhân NEC (2011 – nay) [27]
- Sekisui Chemical Company Sekisui Heim (2011 – nay)
- Aoyama Trading Yōfuku no Aoyama (2011 – nay)
- Daiichi Seimei (2011 – nay) [28]
- J Sports (2011 – nay)
- Tokyo Metro (2012 – nay)
- Bảo tàng Nghệ thuật Thủ đô Tokyo Triển lãm Bảo tàng Mauritshuis (2012)
- JTB (2012 – nay)
- GREE Tsuri Star (2012 – nay)
- Gia vị bánh mì nướng House Foods (2012 – nay)
- Seiko Lukia (2012 – nay) [29]
- Mobcast Mobile Pro / Mobile Soccer (2013 – nay) [30]
- Hội Chữ thập đỏ Nhật Bản Hatachi no Kenketsu (2014 – nay) [31]
- SSP Alesion 10 (2014 – nay)

### Tạp chí
- Seventeen (tháng 2 năm 2007-tháng 10 năm 2012) - Người mẫu độc quyền

### Photobook
- Kaze no Naka no Shōjo (Wani Books, ngày 28 tháng 10 năm 2010) ISBN 9784847043208 [32]
- Plumeria (Phiên bản đặc biệt của Tinh linh) (Shogakukan, ngày 20 tháng 6 năm 2011) ISBN 9784093637305
- Emi Takei Photobook Bloom (Kadokawa Shoten, ngày 6 tháng 6 năm 2015) ISBN 9784047319431 [33]

## Danh sách đĩa nhạc

### Đĩa đơn
| Ngày phát hành            | Tiêu đề                        | Xếp hạng Oricon theo tuần cao nhất |
| ------------------------- | ------------------------------ | ---------------------------------- |
| Ngày 14 tháng 12 năm 2011 | 恋スルキモチ (Koisuru Kimochi) | 6                                  |

## Giải thưởng và sự công nhận
2006
- Giải thưởng Người mẫu Division và Giải thưởng Đa phương tiện Cuộc thi Bishōjo Nhật Bản lần thứ 11

2011
- Giải thưởng Học viện Truyền hình lần thứ 68 - Nữ diễn viên phụ xuất sắc nhất cho "Taisetsu na Koto wa Subete Kimi ga Oshiete Kureta" 
- Giải thưởng Phụ nữ của năm 2011 của tạp chí Vogue Nhật Bản

2012
- 2012 E-Line Beautiful Grand Prix (Hiệp hội chỉnh nha người lớn Nhật Bản)
- Giải thưởng điện ảnh Yamaji Fumiko lần thứ 24 - Giải nữ diễn viên mới xuất sắc nhất
- Giải thưởng phim thể thao Nikkan lần thứ 25 - Giải dành cho người mới xuất sắc nhất
- Giải thưởng FECJ lần thứ 54 - Giải thưởng Người nổi tiếng của năm

2013
- Giải thưởng Elan d'or lần thứ 37 - Giải thưởng Người mới xuất sắc nhất
- Giải thưởng Điện ảnh Viện Hàn lâm Nhật Bản lần thứ 36 - Giải Nam diễn viên mới xuất sắc nhất cho "Rurouni Kenshin", "Ai to Makoto", "Kyō, Koi o Hajimemasu"
- Giải thưởng phê bình phim Nhật Bản lần thứ 22 - Giải nữ diễn viên mới xuất sắc nhất cho "Kyō, Koi o Hajimemasu" 
- Liên hoan phim Việt Nam lần thứ 18 - Diễn viên nữ xuất sắc phim truyện video cho vai Y tá Akane trong phim Người cộng sự

2015
- Giải thưởng Hành động Nhật Bản 2015 - Nữ diễn viên hành động xuất sắc nhất cho Rurouni Kenshin: Kyoto Inferno 